# Nachman Syrkin
Nachman (Nahman) Syrkin (ur. 11 lutego 1868 w Mohylewiu, zm. 6 września 1924 w Nowym Jorku) – rosyjski pisarz pochodzenia żydowskiego, teoretyk polityczny, jeden z założycieli syjonizmu socjalistycznego. Jako pisarz pisał w języku hebrajskim, jidysz, rosyjskim, niemieckim i angielskim.

## Życiorys

### Dzieciństwo i młodość
Nachman urodził się w 1868 roku w miejscowości Mohylew w Imperium Rosyjskim (obecnie terytorium Białorusi). Urodził się w żydowskiej rodzinie. Jego rodzice byli bogatymi kupcami i zapewnili synowi dobre wykształcenie. Studiował filozofię i psychologię na Uniwersytecie w Berlinie w Cesarstwie Niemieckim. Podczas pobytu w Berlinie nawiązał kontakt z kręgami socjalistycznymi. Jako młody człowiek zaangażował się także w działalność ruchu syjonistycznego i przyłączył się do organizacji Chowewej Syjon. Był założycielem syjonistycznego stowarzyszenia studenckiego w Berlinie.

### Działalność publiczna
Syrkin od młodości miał kontakt z ideami syjonizmu i socjalizmu, przez co poświęcił się połączeniu obu koncepcji społeczno-politycznych. W 1897 roku uczestniczył w Pierwszym Kongresie Syjonistycznym w Bazylei. Od samego początku był przywódcą frakcji syjonizmu socjalistycznego. W przeciwieństwie do wielu innych żydowskich myślicieli socjalistycznych, Syrkin nie wyparł się swojego żydowskiego dziedzictwa. Swoje poglądy zawarł w opublikowanym w 1898 roku eseju „Problem żydowski i żydowskie państwo socjalistyczne”. Spostrzegał on syjonizm jako zamiennik dla tradycyjnego judaizmu, starał się jednak odnaleźć syntezę wartości biblijnych z ideami sprawiedliwości społecznej, niezależnej od zamożności, władzy i przywilejów klasowych. 
„Nowy Syjonistyczny Judaizm stoi w całkowitym przeciwieństwie do Judaizmu wygnania (...) Syjonizm pokonuje religijny Judaizm silniej niż reformy lub asymilacja, tworząc nowe standardy Judaizmu, które będą stanowić nową ideologię, która może być podniesiona do statusu religii”.
Syrkin wyraził opinię, że antysemityzm wynika z walki burżuazji i proletariatu. Przy czym klasa robotnicza identyfikowała Żydów z burżuazją. A burżuazja podsycała antysemityzm, aby odwrócić uwagę od siebie i powstrzymać dalsze wzmacnianie się klasy robotniczej. Z tego powodu Syrkin zaproponował rozwiązanie problemu żydowskiego poprzez utworzenie egalitarnego społeczeństwa socjalistycznego w Ziemi Izraela, które miało być oparte na współpracy, wolności i równości. Syrkin spostrzegał religię jako element ograniczający i zniewalający. W kolejnych latach Syrkin działał na rzecz rozwoju syjonizmu socjalistycznego w całej Europie Środkowej. Był również pierwszym, który postulował osiedlanie emigrantów w Palestynie w kolektywnych osadach (które później przybrały postać kibuców).
Pracował w Niemczech i Francji. W 1901 roku należał do lobby dążącego do utworzenia Żydowskiego Funduszu Narodowego. Po Rewolucji 1905 roku powrócił do Rosji. Jako delegat Syjonistycznej Socjalistycznej Partii Robotniczej wziął udział w 1905 roku w Siódmym Kongresie Syjonistycznym. W tym okresie nawiązał współpracę z Dow Ber Borochowem. Jednak w przeciwieństwie do niego, Syrkin nie był marksistą. W 1907 roku przeniósł się do Stanów Zjednoczonych, gdzie stał się jednym z liderów partii politycznej Poalej Syjon. W 1919 roku był członkiem delegacji amerykańskich Żydów na Konferencji pokojowej w Paryżu, na której budowano nowy porządek po I wojnie światowej. Był także wiodącą postacią światowej konferencji partii Poalej Syjon w tym samym roku. Otrzymał wówczas zadanie odwiedzenia Palestyny w celu opracowania planu osadnictwa kibucowego. Zamierzał osiedlić się na stałe w Palestynie, nie zdołał jednak zrealizować swojego marzenia.
Pod koniec życia Syrkin przeszedł przemianę poglądów i stał się religijny. Spotkał się z ortodoksyjnym działaczem Alexandrem Zisha Friedmanem i wyraził pokutę (Baal teshuva). Zmarł 6 września 1924 roku w Nowym Jorku w wyniku ataku serca. W 1951 roku jego szczątki sprowadzono do Izraela.

## Znaczenie
Nachman Syrkin odegrał kluczową rolę w kształtowaniu się syjonizmu socjalistycznego.
Na jego cześć nazwano izraelski moszaw Kefar Sirkin.

## Publikacje
- Essays on socialist Zionism (Eseje o syjonizmie socjalistycznym), New York 1935